# 5541 Seimei
5541 Seimei è un asteroide della fascia principale. Scoperto nel 1976, presenta un'orbita caratterizzata da un semiasse maggiore pari a 3,1756752 UA e da un'eccentricità di 0,1523218, inclinata di 12,87590° rispetto all'eclittica. Il suo nome è un omaggio all'Onmyoji Abe no Seimei.